# Nomreh-ye Seh
Nomreh-ye Seh (persiska: نمره سه, Nomreh-ye Seh-e Kūpāl) är en ort i Iran.   Den ligger i provinsen Khuzestan, i den centrala delen av landet, 500 km söder om huvudstaden Teheran. Nomreh-ye Seh ligger 36 meter över havet och antalet invånare är 319.
Terrängen runt Nomreh-ye Seh är mycket platt. Runt Nomreh-ye Seh är det ganska tätbefolkat, med 108 invånare per kvadratkilometer. Närmaste större samhälle är Malīget, 19,4 km väster om Nomreh-ye Seh. Trakten runt Nomreh-ye Seh är ofruktbar med lite eller ingen växtlighet.